# 桂紋四郎
桂 紋四郎（かつら もんしろう、1988年2月9日 - ）は大阪府吹田市出身の上方噺家。上方落語協会会員。本名：迫 優太。

## 来歴
大阪府立高津高等学校、大阪大学工学部を卒業。大学在学中は軽音楽部「ROCK」に所属していた。
大阪大学大学院工学研究科を中退して2010年（平成22年）9月1日、桂春蝶に入門。高座名はモンシロチョウから。
2018年5月に入籍し、同年9月1日の彦八まつり（師匠・春蝶が実行委員長）にてオープニングイベントの一環として披露宴が行われた。
2019年、旭堂南龍・松井宗豊・真山隼人・京山幸太・竹本碩太夫・鶴澤燕二郎・林本大・今村哲朗らと講談・落語・浪曲・茶道・能楽・文楽の上方伝統文化芸能若手中堅ユニット「霜乃会」結成に参加。南龍からは、後述「テレワーク落語会」のアイデアと、決めポーズ（那須与一が弓を引くポーズ）を授かっている。
2020年2月、新型コロナウイルスの感染拡大で、落語会の自粛・中止が相次ぐ中、いち早くYouTubeを利用したオンライン落語配信「テレワーク落語会」を開催。話題となる。3月8日にはテレワーク落語会の天満天神繁昌亭からの配信および、上方落語協会会長・笑福亭仁智のサプライズ出演を実現。3月17日から配信が始まった上方落語協会の「期間限定！繁昌亭チャンネルライブ配信」配信へ影響を与えた。
2020年3月26日より、同期の桂華紋とともに毎朝7時からのYouTubeライブ「おはよう落語」を配信。落語ファンとの交流に努め、開始からちょうど3年後の2023年3月26日をもって終了した。
2021年1月31日より、音声SNS「Clubhouse」を使用した「Club house寄席」を、桂雀太、笑福亭笑利、桂九ノ一、FM802DJの樋口大喜とともに開始。
2022年3月25日、公募された大分県玖珠郡九重町の九重"夢"大吊橋イメージHR/HMソング（通称「橋メタル」）に、紋四郎がボーカルを務めるバンド「MONSHIROH」による「PROMENADE IN THE SKY（天空の散歩道）」が決定。

## 受賞歴
- 令和3年 第15回繁昌亭大賞特別賞（いち早く落語のインターネット配信に取り組んだことが評価され、特別受賞）[18][19][20][21][22]。

## 出演
- 笑点 特大号（BS日テレ、2024年7月30日・8月27日） - 「若手大喜利」に出演。